# St.-Helena-Sumpfhuhn
Das St.-Helena-Sumpfhuhn (Zapornia astrictocarpus, Syn.: Porzana astrictocarpus) ist eine ausgestorbene Vogelart von St. Helena, eine von zwei flugunfähigen Rallenarten auf dieser Insel, die bis ins 16. Jahrhundert überlebt haben. 
Nachdem der amerikanische Ornithologe Alexander Wetmore 1963 in der Prosperous Bay, St. Helena Knochen der großen St.-Helena-Ralle (Aphanocrex podarces) entdeckte, fand der amerikanische Paläontologe Storrs Lovejoy Olson 1973 in der gleichen Gegend fast vollständige Skelette, die kleiner waren als die von Aphanocrex podarces. Aufgrund der besonderen Struktur des Carpometacarpus nannte er diese Art Porzana astrictocarpus.
Olson geht davon aus, dass das St.-Helena-Sumpfhuhn ein Abkömmling des Zwergsumpfhuhns (Zapornia pusilla) war, das in Europa und Afrika weitverbreitet ist. Dadurch, dass es auf St. Helena keine Fressfeinde gab, hat es seine Flugfähigkeit eingebüßt. Als jedoch Anfang des 16. Jahrhunderts die Besiedelung St. Helenas begann, wurden auch viele Säugetiere auf die Insel gebracht, die das Schicksal des St.-Helena-Sumpfhuhns besiegelten.